# Rikkó Nakamura
Rikkó Nakamura (中村 立行, Nakamura Rikkō, 1912, Kóbe – 1995) byl japonský fotograf aktivní ve 20. století. Nejznámější jsou jeho snímky aktů pořízené po válce. Jeho fotografie jsou ve sbírce Tokijského muzea fotografie.

## Životopis
Narodil se v roce 1912 v Kóbe. Po absolvování oboru malby Tokijské univerzity umění (v současné době Tokijská univerzita umění) v roce 1936 se stal učitelem kreslení na základní škole Šinagawa v Tokiu v letech 1937 až 1948. Tam získal fotoaparát Konica Minolta, za peníze které si mohl dovolit, a začal fotografovat. Toužil po fotoaparátu Rollei, zrcadlovce se dvěma objektivy, ale jeho měsíční plat pro to nebyl dostatečný (60 jenů). Zrcadlovka byla drahá a vůbec se nedala koupit, protože ve své době stála několik set jenů. Proto na konci roku 1943 koupil fotoaparát Minolta Flex Type I Promer F3.5 od společnosti Minolta (v současné době Konica Minolta).
Je známý díky svým poválečným fotografiím aktů.